# Синцово (Конаковський район)
Синцово (рос. Синцово) — присілок в Конаковському районі Тверської області Російської Федерації.
Населення становить 40 осіб. Входить до складу муніципального утворення Козловське сільське поселення.

## Історія
Від 2005 року входить до складу муніципального утворення Козловське сільське поселення.

## Населення
| 2008 | 2010 |
| ---- | ---- |
| 86   | ↘40  |